# Cavenago d'Adda
Cavenago d'Adda (Cavenàgh in dialetto lodigiano) è un comune italiano di 2 148 abitanti della provincia di Lodi in Lombardia.

## Geografia fisica

### Territorio
Cavenago d'Adda è situata tra il fiume Adda e il canale Muzza, a 10,5 km a sud-est di Lodi.

## Storia
Già popolata in epoca romana, Cavenago d'Adda appartenne al vescovo di Lodi (X secolo), e fu poi un feudo della famiglia dei Fissiraga (1297-1482), dei Bocconi, dei Mozzanica, dei Cavenaghi, dei Colleoni e infine dei Clerici. Comprendeva la frazione della Persia.
In età napoleonica (1809-16) al comune di Cavenago fu aggregata Robecco, ridivenuta autonoma con la costituzione del regno Lombardo-Veneto.
Nel 1863 il comune di Cavenago assunse la nuova denominazione di «Cavenago d'Adda», per distinguersi da Cavenago di Brianza.
Nel 1869 al comune di Cavenago d'Adda vennero aggregati i comuni di Caviaga e Soltarico.
Nel 1937 la frazione della Persia, passata da tempo sulla riva sinistra dell'Adda in seguito ad un'alluvione, fu assegnata al comune di Casaletto Ceredano.
Dopo la seconda guerra mondiale, nella frazione di Caviaga furono scoperti ad opera dell'AGIP importanti giacimenti di gas naturale.

### Simboli
Lo stemma e il gonfalone sono stati concessi con decreto del presidente della Repubblica del 9 febbraio 1956.
Lo stemma è partito semitroncato e raffigura una mitra d'argento in campo rosso, a ricordo del periodo medioevale, quando i vescovi di Lodi erano i feudatari del castello, del paese e di tutti i terreni circostanti. Due bande azzurre in campo d'argento evocano lo stemma della nobile famiglia Fissiraga di Lodi (bandato d'azzurro e d'argento; al capo d'Angiò). Lo scaglione di nero in campo d'oro è ripreso dal blasone dei marchesi Clerici di Cavenago.
Il gonfalone è un drappo partito di giallo e di rosso.

## Monumenti e luoghi d'interesse
- chiesa parrocchiale di San Pietro Apostolo, neoclassica, con campanile romanico e all'interno un pregevole altare settecentesco, dipinti e affreschi di varia scuola ed epoca.
- santuario della Madonna della Costa, situato su un'altura a breve distanza dal paese;
- Chiesa di San Giacomo, settecentesca, nella frazione di Caviaga
- villa Moavero (già Bocconi, già del Frate), settecentesca;
- villa Gazzola, ottocentesca;
- villa Greppi, in stile neogotico, costruita verso la fine dell'Ottocento.

## Società

### Evoluzione demografica
Abitanti censiti

### Etnie e minoranze straniere
Al 31 dicembre 2008 gli stranieri residenti nel comune di Cavenago d'Adda in totale sono 220, pari al 9,74% della popolazione. Tra le nazionalità più rappresentate troviamo:
| Paese                | Popolazione (2008)   |
| -------------------- | -------------------- |
| Romania              | 85                   |
| India                | 29                   |
| Tunisia              | 19                   |
| Egitto               | 16                   |
| Albania              | 13                   |
| Bosnia ed Erzegovina | 11                   |
| Marocco              | 11                   |
| Altri                | Dato non disponibile |

### Religione
La parrocchia di Cavenago, dedicata a San Pietro Apostolo, è compresa nel vicariato di San Martino in Strada della diocesi di Lodi; nel territorio parrocchiale è presente il santuario della Madonna della Costa.
La frazione di Caviaga forma una parrocchia autonoma, dedicata a San Giacomo Maggiore Apostolo e compresa nello stesso vicariato.

## Cultura

### Musei
- Museo della Civiltà Contadina "Ciòca e Berlòca"[14] situato nelle sale del palazzo municipale al primo piano, nato da un progetto del sindaco Ferruccio Pallavera nel 1994 e fu aperto al pubblico nel 2004.

## Geografia antropica
Secondo lo statuto comunale, possiedono lo status di frazione le località di Caviaga, Muzza Piacentina e Soltarico.
Secondo l'ISTAT, il territorio comunale comprende il centro abitato di Cavenago d'Adda, la frazione di Caviaga, e le località di Muzza Piacentina e Soltarico.

## Economia
Cavenago gode di un'economia ripartita tra artigianato e agricoltura. Il primo è attività preminente degli abitanti del capoluogo, mentre all'agricoltura sono dediti soprattutto gli abitanti delle frazioni.
Ad ogni modo, è il settore edilizio quello più sviluppato, e non mancano alcune modeste industrie meccaniche e alimentari.
L'agricoltura si basa specialmente sulla monocoltura del mais, e la produzione di foraggi per l'allevamento bovino da latte, che rappresenta un settore molto importante.

## Amministrazione
Segue un elenco delle amministrazioni locali.
| Periodo | Periodo | Primo cittadino            | Partito                       | Carica                  | Note |
| ------- | ------- | -------------------------- | ----------------------------- | ----------------------- | ---- |
| 1945    | ?       | Angelo Leggeri             |                               | Sindaco                 |      |
| 1946    | 1951    | Paolo Grossi               |                               | Sindaco                 |      |
| 1951    | 1960    | Guido Poletti              |                               | Sindaco                 |      |
| 1960    | 1964    | Cesare Grassi              |                               | Sindaco                 |      |
| 1964    | 1970    | Mario Dacosto              |                               | Sindaco                 |      |
| 1970    | 1986    | Mauro Papagni              |                               | Sindaco                 |      |
| 1986    | 2002    | Ferruccio Pallavera        |                               | Sindaco                 |      |
| 2002    | 2003    | Erminia Rosa Cesari        |                               | Commissario prefettizio |      |
| 2003    | 2008    | Maddalena Maria De Stefani | lista civica (centrosinistra) | Sindaco                 |      |
| 2008    | 2023    | Sergio Curti               | lista civica (centrodestra)   | Sindaco                 |      |
| 2023    |         | Rinaldo Tribbia            | lista civica (centrodestra)   | Sindaco                 |      |

### Testi di approfondimento
- Ferruccio Pallavera, Storia di Cavenago d'Adda, Cavenago d'Adda, 1989, ISBN non esistente, SBN MIL0511084.
- Ferruccio Pallavera, Cavenago d'Adda nel Medioevo, in Quaderni di studi lodigiani, vol. 23, Lodi, Edizioni dell'Archivio storico lodigiano, 2017, ISBN 978-88-96749-69-2.